# Pebrer bord del Brasil
El pebrer bord del Brasil (Schinus terebinthifolia) és un gran arbust o petit arbre perennifoli (de 7-10 m d'altura) que és originari d'Amèrica del Sud subtropical i tropical, al sud-est del Brasil, al nord de l'Argentina i al Paraguai.
El pebrer brasiler és un arbust o arbre petit, amb un sistema d'arrels poc profunds, que arriba a una alçada de 7 a 10 m. Les branques poden apuntar cap amunt, reclinar-se o ésser penjants com una liana, totes en el mateix individu. La seva morfologia plàstica li permet prosperar en tot tipus d'ecosistemes: des de dunes fins a pantans, on creix com a planta semiaquàtica. Les fulles són alternades de 10 a 22 cm de llarg, pinnades compostes amb 5-15 folíols; els folíols són aproximadament ovals (de lanceolats fins a el·líptics), de 3-6 cm de llargada i de 2-3.5 cm d'amplada, i tenen marges finament dentats, un àpex que pot anar d'agut fins a arrodonit i venes groguenques. El raquis de la fulla entre els folíols és generalment (però no sempre) lleugerament alat.
La planta és dioica, amb petites flors de cinc pètals blancs amb el centre groc que neixen profusament en raïms auxiliars. La floració és entre el principi d'estiu i el principi de tardor.
El fruit és una drupa vermella i esfèrica de 4-5 mm de diàmetre, agrupada en densos raïms de centenars de baies.
N'existeixen dues varietats:
- Schinus terebinthifolia var. acutifolia. Fulles de fins a 22 cm, amb 7-15 folíols; fruit rosat.
- Schinus terebinthifolia var. terebinthifolia. Fulles de fins a 17 cm, amb 5-13 folíols; fruit vermell.

Com moltes altres espècies de la família de les anacardiàcies, el pebroter brasiler té una saba aromàtica que pot causar reaccions cutànies en persones sensibles.

## Cultiu i usos

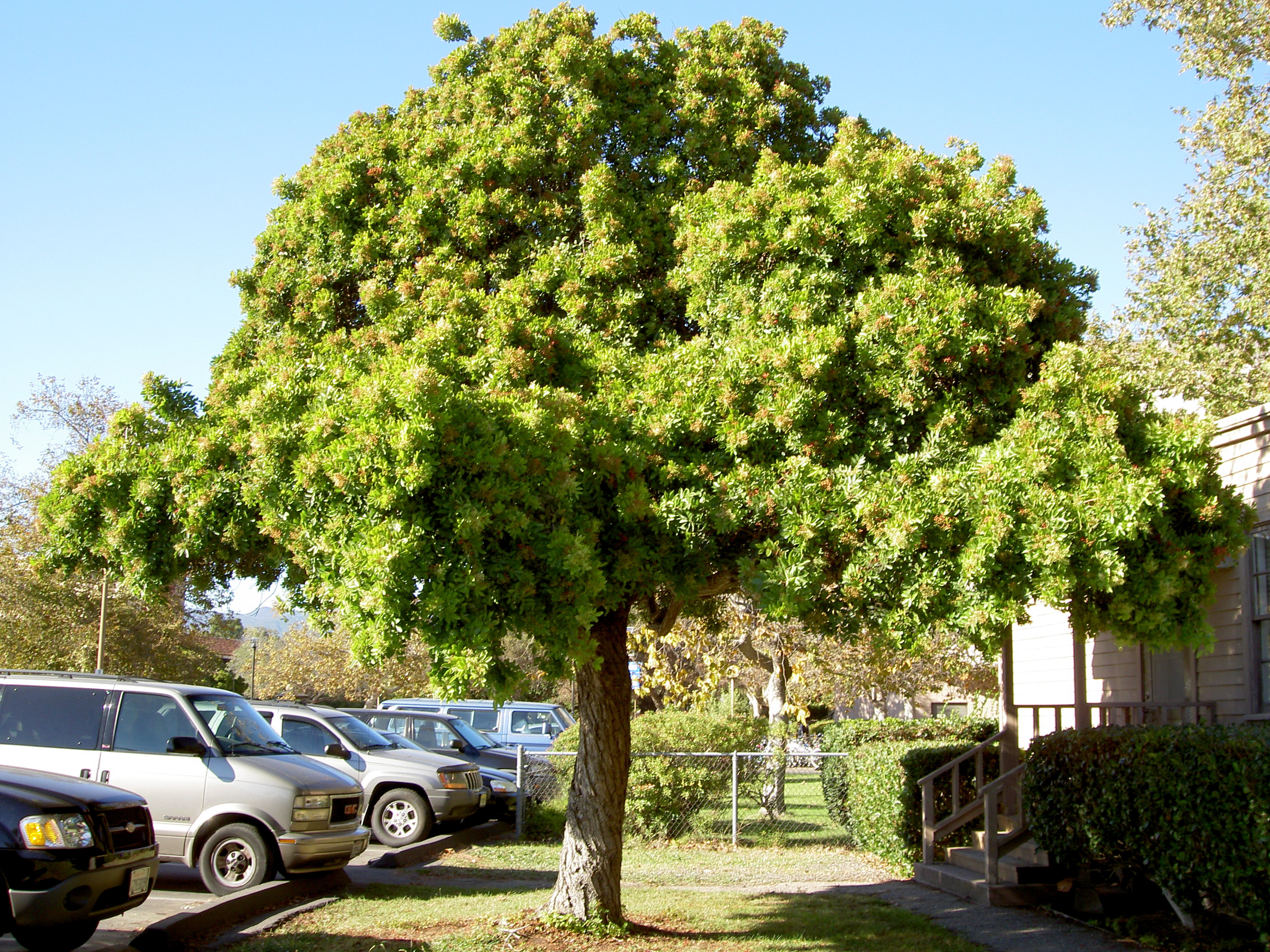
Un exemplar en un campus universitari a Califòrnia

El pebrer del Brasil és un petit arbre, molt estès com a arbre ornamental en moltes regions d'Amèrica del Sud pel seu fullatge i fruit decoratius. En el seu hàbitat natiu és una flor mel·lífera i és la principal font d'aliment per a l'abella sense agullós Tetragonisca angustula, que és una important productor de mel a Amèrica Central i del Sud. Malgrat que no és autèntic pebre, les seves baies seques són sovint venudes com a bolles de pebre rosades. Les llavors poden ser usades com a espècia usades amb moderació, donant als aliments un gust de pebre negre, però són tòxics en grans quantitats.
Plantat originalment com a arbre ornamental fora de la seva àrea nativa, el pebrer del Brasil s'ha estès molt i a hores d'ara, és considerat una espècie invasora a moltes regions subtropicals amb precipitacions moderades o elevades, incloent parcialment o totalment Austràlia, les Bahames, les Bermudes, el sud de la Xina, Cuba, Fiji, la Polinèsia francesa, Guam, Malta, les Illes Marshall, Maurici, Nova Caledònia, Nova Zelanda, l'Illa de Norfolk, Puerto Rico, l'Illa de Reunió i els Estats Units (principalment Florida i Hawaii). En àrees més seques, com Israel i el sud de Califòrnia, també hi creix però no és considerada invasora. A Califòrnia, el Consell de plantes invasores de Califòrnia la considera invasora a les regions costaneres.
És mal de controlar perquè treu de les arrels si el tronc principal és tallat i els arbres produeixen molta llavor que és dispersada pels ocells.
El pebre brasiler es conrea àmpliament com a planta ornamental a les regions lliures de gelades d'Amèrica del Sud pel seu fullatge i fruita. En el seu hàbitat natiu és una flor melífera i és la principal font d'aliment per a l'abella sense agulló Tetragonisca angustula, que és una important productor de mel a Amèrica Central i del Sud.